# Francesco Durante

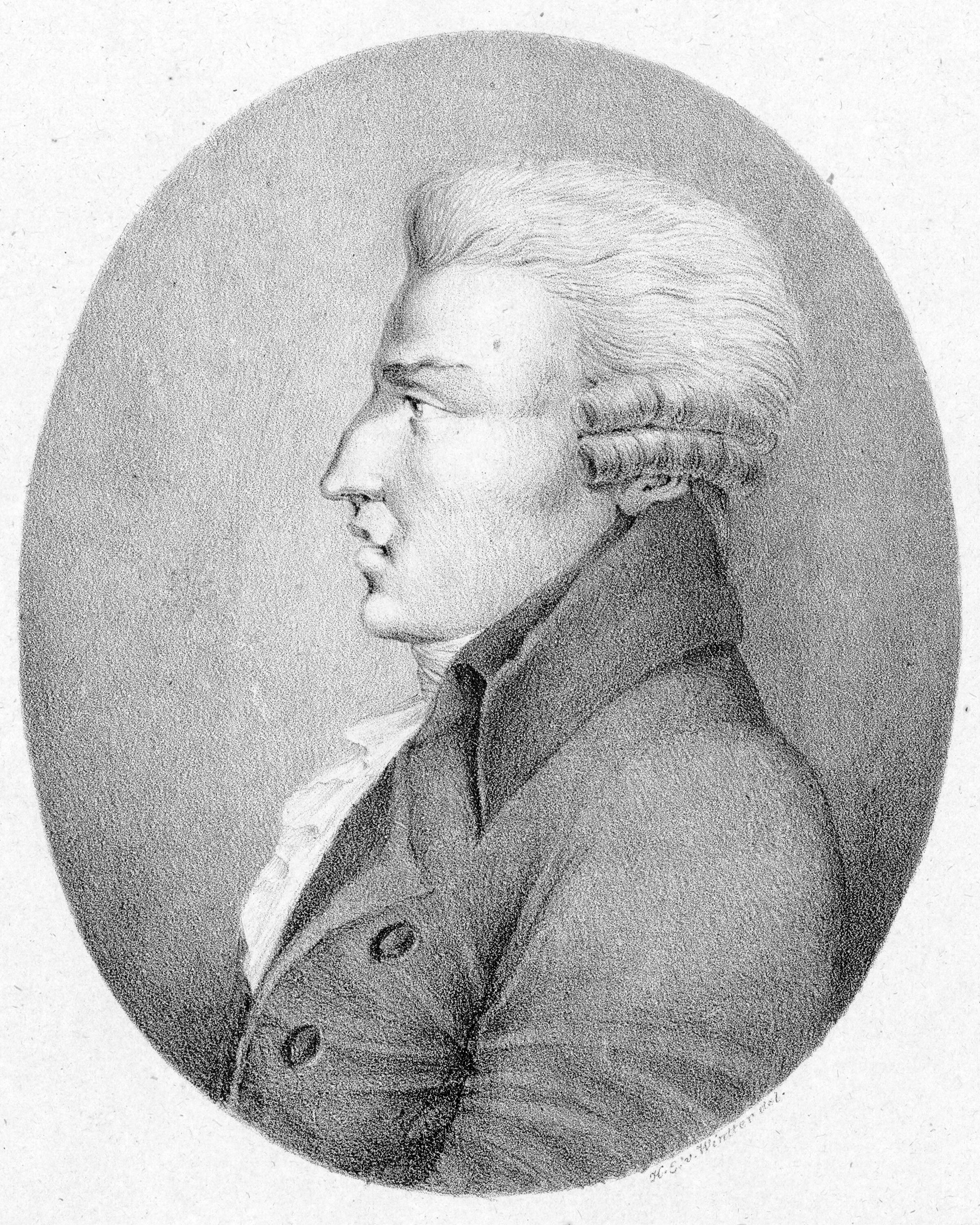
Francesco Durante

Francesco Durante (* 31. März 1684 in Frattamaggiore; † 30. September 1755 in Neapel) war ein italienischer Komponist des neapolitanischen Barocks.

## Leben
Durante erhielt seine musikalische Bildung in Neapel am Conservatorio dei Poveri di Gesù Cristo durch Gaetano Greco und am Conservatorio di Sant’Onofrio a Porta Capuana durch Alessandro Scarlatti. Später widmete er sich nach einigen Studien in Rom einem gründlichen Studium der Meisterwerke der Römischen Schule und wurde um 1718 zum Direktor des erstgenannten Konservatoriums ernannt, welchen Posten er 1739 aus unbekannten Gründen aufgab. Im folgenden Jahr begab er sich in die Dienste des Erzbischofs und Fürstprimas von Ungarn Imre Esterházy de Galántha in Bratislava, wo er bis 1742 verblieb. Nach seiner Rückkehr nach Neapel wurde er zum Direktor des Conservatorio di Santa Maria di Loreto ernannt. Er war als Lehrer angesehen; zu seinen Schülern zählen Niccolò Jommelli, Giovanni Paisiello, Giovanni Battista Pergolesi, Niccolò Piccinni und Leonardo Vinci. Als Lehrer bestand er auf der diskussionslosen Beachtung der Kompositionsregeln und unterschied sich darin von Alessandro Scarlatti.
Aus seiner Lebensgeschichte ist bekannt, dass seine der Spielleidenschaft frönende Frau einmal seine sämtlichen Manuskripte verkauft hatte. Durante brachte aber alle seine Kompositionen aus dem Gedächtnis wieder zu Papier. Sie sind heute in 62 Bänden im Pariser Konservatorium verwahrt.

## Werk
Durantes Kompositionen gehören hauptsächlich der Kirchenmusik an und bestehen aus Messen, Hymnen, Motetten, Oratorien, Antiphonen und weiteren Werken, die meist für vier obligate Stimmen und im damals neuen konzertierenden Stil geschrieben sind. Daneben komponierte er einige weltliche Kantaten, Duette, Arien und Instrumentalmusik. Für das Theater schrieb er nichts.
Durantes neun Concerti a quartetto bilden den bedeutendsten Beitrag zur Gattung aus Neapel und sind durch originelle Tempokontraste und fließende Übergänge zwischen Solo und Tutti charakterisiert. Die Toccaten seiner Sonate per cembalo divisi in studii e divertimenti (1732) weisen Züge und Wendungen der Violinsonate auf.
Das Spätwerk ist charakterisiert durch Unverwechselbarkeit in Form und thematischem und strukturellem Charakter, die Beschäftigung mit besonderen Ausdruckseffekten, eigenwillige Orchestrierung sowie die Bemühung um vereinheitlichende mehrsätzige Strukturen. In seinem späten Miserere steigerte er die für Neapel typische tonale Offenheit durch unaufhörliches Modulieren ins Extrem. Im Magnificat B-Dur nahm Durante liturgisch unzulässige Textwiederholungen in Kauf, um eine geschlossene formale Struktur herzustellen. Während in Bologna eine klare Trennung zwischen alter und neuer Schreibweise in der Kirchenmusik üblich war, modernisierte Durante in seinen Messen den Stile osservato und setzte im Gegensatz zum 16. Jahrhundert lineare Chromatik und übermäßige Sekunden und verminderte Quarten in der Melodiebildung ein. Das Repertoire der Totenmesse, für die in Rom meist der Stile antico herangezogen wurde, bereicherte Durante um drei konzertierende Werke, wobei in der Missa di Requiem c-Moll (1746) in der Arie „Tuba mirum“ Blechbläser auf „drastische“ Weise auf den Text Bezug nehmen. Das Werk kann als das wichtigste Orchesterrequiem des frühen 18. Jahrhunderts angesehen werden.
Eine von Durantes zehn Magnificat-Vertonungen erlangte teilweise wegen einer fälschlichen Zuschreibung an Pergolesi Popularität.

### Media
Vergine tutto amoreⓘ